# Mount Merritt
Mount Merritt – szczyt w USA, w stanie Montana, w hrabstwie Glacier, położony w północno-wschodniej części Parku Narodowego Glacier w rejonie rzeki Belly River.
Jest to szósty pod względem wysokości szczyt w parku i piąty łańcucha Lewis Range, leżący na wschód od łańcucha głównego, przez który biegnie wododział kontynentalny Ameryki. Na wschód i północ od szczytu rozciąga się duży lodowiec o nazwie Old Sun Glacier.
Widoki z tej góry są uznawane za najpiękniejsze i najbardziej spektakularne ze wszystkich szczytów w parku narodowym Glacier.